# Lugarnuevo
Lugarnuevo (oficialmente y en asturiano: Llugarnovo) es una aldea perteneciente a la parroquia de Cartavio, en el concejo de Coaña, comarca de Eo-Navia, Principado de Asturias, España.